# Amakawa Sora
Amakawa Sora (天川 そら 10 tháng 10 năm 1998 –) là một nữ diễn viên khiêu dâm người Nhật Bản. Cô từng thuộc về công ti FortyFour Management. Hiện công ti chủ quản của cô là Arrows.

## Sự nghiệp
Tháng 11/2019, cô ra mắt ngành phim khiêu dâm với tư cách là nữ diễn viên độc quyền của S1.
4/5/2020, cô thông báo trên trang Twitter chính thức rằng cô đã trở thành nữ diễn viên độc quyền của FALENO, hãng chuyên phân phối phim khiêu dâm.
Tháng 7/2022, cô đồng sáng lập chiến dịch xin chữ kí "Hãy làm 'Luật phim khiêu dâm mới' sao cho nữ diễn viên, nam diễn viên và các nhân viên dễ làm việc hơn" để kêu gọi xem xét lại Luật ngăn ngừa và giảm thiệt hại từ ngành phim khiêu dâm.
Sau tháng 8/2021, cô đã không đóng thêm phim khiêu dâm nào và đã tập trung vào các hoạt động tarento và người mẫu, tuy nhiên vào tháng 8/2022 cô thông báo sẽ trở lại làm nữ diễn viên tự do. Các phim của cô sẽ lần lượt được phát hành từ tháng 9.
Năm 2022, cô cùng Hirose Narumi, Sakura Moko và Nanase Alice tham gia dự án truyền thông "Meta Girls" quảng cáo cho tài sản tiền mã hóa và metaverse. Sự kiện đầu tiên của dự án được tổ chức vào ngày 18/1/2023.
Tháng 5/2023, cô xếp thứ 1 trong bảng xếp hạng nữ diễn viên khiêu dâm hàng tháng trên sàn cho thuê FANZA.

## Đời tư
Cô sinh ra tại Tokyo. Cô từng đam mê chơi bóng chuyền khi còn là học sinh.
Sở thích của cô là mua sắm và nấu ăn, và kĩ năng đặc biệt của cô là có cơ thể dẻo dai.
Cô bắt đầu thủ dâm khi còn học cấp hai, từ sự tò mò khi bắt đầu được học về giáo dục giới tính.
Cô lần đầu quan hệ tình dục khi học trung học với bạn trai đầu của cô. Bạn trai đầu của cô là một người không nề hà mà có thể quan hệ 13 lần 1 ngày, và đó đã trở thành tiêu chuẩn của cô nên khi cô hẹn hò với bạn trai tiếp theo, cô đã khắt khe đến mức bị bạn trai "muốn cô giải tỏa ham muốn ở nơi khác". Số người cô đã quan hệ tình dục trước khi vào ngành là 2.
Lí do cô trở thành nữ diễn viên khiêu dâm là vì cô ngưỡng mộ những nữ diễn viên khiêu dâm đáng yêu và thích quan hệ tình dục. Cô sau đó đã tweet rằng cô vào ngành để tìm kiếm sự cứu rỗi vì cô đã lớn lên với một người mẹ cuồng tín và đã lấy tiền học phí, đồ ăn và thậm chí bán cả đất nhà cô.
Nam diễn viên Shibue Jōji đã miêu tả rằng vòng eo của cô không chỉ thon gọn mà còn có thể cong 90 độ. Cô có đôi chân dài và được khen ngợi với tư thế spider cowgirl (tư thế 90 độ kiểu nhện) khi quan hệ của mình.